# Bebeji
Bebeji é uma cidade e área de governo local da Nigéria situada no estado de Cano. Compreende uma área de 717 quilômetros quadrados e segundo censo de 2006 havia 188 859 habitantes. De acordo com censo de 2007, sua população urbana era de 11 346 habitantes. Bebeji abriga uma universidade de Tecnologia da Saúde. Seu atual representante na câmara pelo CTP é Abdulmumin Jibrin.

## Mesquita de Habe
Em Bebeji há a Mesquita de Habe que de acordo com relatórios é um dos mais antigos monumentos de Cano, edificada antes da Guerra dos Fulas (1804–1808); foi completamente destruída em 2000 e em seu lugar criou-se um mercado, mas hoje foi reconstruída. Segundo estimado, foi construída cerca de 1770 e passou por 3 estágios de construção. A porção mais antiga da mesquita é seu canto noroeste do qual há 4 conjuntos de pilares e feixes simples e diretos que atravessam-nos. A porção norte foi reconstruída em 1942 e em 1967 o edifício foi declarado monumento nacional.